# Club Atlético Boca Juniors 1911
Questa voce raccoglie le informazioni riguardanti il Boca Juniors nelle competizioni della stagione 1911.

## Sintesi stagione
La Argentine Football Association crea una categoria intermedia fra la Primera División e la Segunda División, la División Intermedia (la nascita di tale categoria e l'organizzazione di questo campionato daranno adito a notevoli polemiche tra le squadre partecipanti e la AFA, provocando l'uscita dalla federazione di diverse squadre, che formeranno la Federación Argentina de Football, FAF). Il Boca Juniors viene inserito proprio in questo nuovo campionato. Atteso da una conferma dei buoni risultati delle stagioni precedenti, il Boca però delude le aspettative e rischia la retrocessione in Segunda, evitata soltanto all'ultima giornata, grazie alla netta vittoria fuori casa per 6-1 contro il Comercio del 17 dicembre 1911.
Nella Copa Bullrich, il Boca continua ad avere difficoltà venendo sconfitto dall′Independiente al secondo turno.
Nel 1911 arriva al Boca Juniors quello che probabilmente è il primo idolo xeneize, il talentuoso attaccante Calomino. Cresciuto nelle giovanili xeneizes, con il Boca Calomino vincerà otto titoli e raggiungerà la nazionale argentina nel 1917, lasciando il Boca nel 1924 (anche se fino al 1915 alterna campionati con il Boca e con l'Argentino de Quilmes). In questa stagione, Calomino debutta il 4 giugno 1911 contro l'Independiente, segnando subito un gol alla prima in maglia xeneize.

## Maglie e sponsor
La maglia del Boca Juniors cambia leggermente rispetto alla stagione precedente, scegliendo un blu più scuro come sfondo della maglia. La striscia gialla in diagonale rimane comunque.
| 1ª divisa |

## Rosa
| N. |                      | Ruolo | Calciatore         |
| -- | -------------------- | ----- | ------------------ |
| -- | Argentina (bandiera) | C     | Alberto Allan      |
| -- | Argentina (bandiera) | C     | Angel Angotti      |
| -- | Argentina (bandiera) | D     | F. Armida          |
| -- | Argentina (bandiera) | C     | Emilio Bonatti     |
| -- | Argentina (bandiera) | A     | Francisco Fuentes  |
| -- | Argentina (bandiera) | A     | Pedro Calomino     |
| -- | Argentina (bandiera) | A     | C. Castro          |
| -- | Argentina (bandiera) | A     | Juan Díscoli       |
| -- | Argentina (bandiera) | P     | Lorenzo Etchart    |
| -- | Argentina (bandiera) | C     | Adolfo Fernández   |
| -- | Argentina (bandiera) | A     | Francisco Fuentes  |
| -- | Argentina (bandiera) | A     | Anempodisto García |
| -- | Argentina (bandiera) | D     | Juan Garibaldi     |

| N. |                       | Ruolo | Calciatore         |
| -- | --------------------- | ----- | ------------------ |
| -- | Argentina (bandiera)  | A     | Aquiles Giovanelli |
| -- | Argentina (bandiera)  | C     | Ramón Lamique      |
| -- | Argentina (bandiera)  | A     | Emilio Malespada   |
| -- | Argentina (bandiera)  | A     | Julio Pastor       |
| -- | Argentina (bandiera)  | D/C   | Máximo Pieralini   |
| -- | Gibilterra (bandiera) | A     | Rafael Pratts      |
| -- | Argentina (bandiera)  | C     | Juan Priano        |
| -- | Argentina (bandiera)  | A     | Amílcar Spinelli   |
| -- | Argentina (bandiera)  | A     | Francisco Taggino  |
| -- | Argentina (bandiera)  | C     | Miguel Valentini   |
| -- | Argentina (bandiera)  | P     | Narciso Vera       |
| -- | Argentina (bandiera)  | C     | Marcelino Vergara  |

## Calciomercato

### Operazioni esterne alle sessioni
| Acquisti         | Acquisti           | Acquisti         | Acquisti         |
| Altre operazioni | Altre operazioni   | Altre operazioni | Altre operazioni |
| R.               | Nome               | da               | Modalità         |
| ---------------- | ------------------ | ---------------- | ---------------- |
| C                | Alberto Allan      | -                | -                |
| C                | Angel Angotti      | -                | -                |
| D                | F. Armida          | -                | -                |
| A                | Pedro Calomino     | -                | -                |
| A                | C. Castro          | -                | -                |
| A                | Juan Díscoli       | -                | -                |
| P                | Lorenzo Etchart    | -                | -                |
| C                | Adolfo Fernández   | -                | -                |
| A                | Anempodisto García | -                | -                |
| C                | Ramón Lamique      | -                | -                |
| A                | Emilio Malespada   | -                | -                |
| C                | Miguel Valentini   | -                | -                |
| P                | Narciso Vera       | -                | -                |

| Cessioni         | Cessioni          | Cessioni         | Cessioni         |
| Altre operazioni | Altre operazioni  | Altre operazioni | Altre operazioni |
| R.               | Nome              | a                | Modalità         |
| ---------------- | ----------------- | ---------------- | ---------------- |
| C                | V. Agostino       | -                | -                |
| A                | J. Arias          | -                | -                |
| C                | Genaro Barreto    | -                | -                |
| P                | José Belloc       | -                | -                |
| A                | José Corera       | -                | -                |
| A                | M. Cumel          | -                | -                |
| ?                | Manuel Feijóo     | -                | -                |
| D                | Ramón Ferreira    | -                | -                |
| C                | Vicente Oñate     | -                | -                |
| D                | Ángel Palazzo     | -                | -                |
| C                | Alberto Penney    | -                | -                |
| A                | Arturo Penney     | -                | -                |
| A                | S. Politano       | -                | -                |
| P                | J. Ramos          | -                | -                |
| C                | José Ruiz         | -                | -                |
| D                | Atilio Sana       | -                | -                |
| A                | Indalecio Vázquez | -                | -                |
| C                | Emilio Vitolo     | -                | -                |

## División Intermedia

### Classifica
| Pos. | Squadra             | Pt | G  | V  | N | P | GF | GS | DR |
| ---- | ------------------- | -- | -- | -- | - | - | -- | -- | -- |
| 3.   | Nacional            | 26 | 18 | 11 | 4 | 3 | -  | -  | -  |
| 4.   | Estudiantil Porteño | -  | -  | -  | - | - | -  | -  | -  |
| 5.   | Boca Juniors        | 17 | 18 | 7  | 3 | 8 | 33 | 24 | +9 |
| 6.   | Kimberley (MdP)     | -  | -  | -  | - | - | -  | -  | -  |
| 7.   | Argentino (Q)       | -  | -  | -  | - | - | -  | -  | -  |

### Risultati
| Buenos Aires 30 aprile 1911 1ª giornata                                      | Boca Juniors | 1 – 2 referto           | Nacional de Floresta |  |
| \| \| \| \| \| Morroni 55’ (aut.) \| Marcatori \| 75’ Pedacci 82’ Morroni \| |              |                         |                      |  |
|                                                                              |              |                         |                      |  |
| Morroni 55’ (aut.)                                                           | Marcatori    | 75’ Pedacci 82’ Morroni |                      |  |

| La Plata 7 maggio 1911 2ª giornata | Estudiantes (LP) | 0 – 0 referto | Boca Juniors | \| Arbitro: \| Giacomelli \| |
| Arbitro:                           | Giacomelli       |               |              |                              |

| Arbitro: | Crespo |

|                                   |           |                  |
| Hospital 5’ García 20’ García 30’ | Marcatori | 2’ (rig.) Pratts |

| Arbitro: | Giacomelli |

|                          |           |               |
| Calomino 20’ Taggino 23’ | Marcatori | 75’ Chiarella |

| Buenos Aires 11 giugno 1911 5ª giornata           | Boca Juniors | 4 – 0 referto | Comercio de Buenos Aires |  |
| \| \| \| \| \| Pratts Spinelli \| Marcatori \| \| |              |               |                          |  |
|                                                   |              |               |                          |  |
| Pratts Spinelli                                   | Marcatori    |               |                          |  |

| Buenos Aires 15 giugno 1911 6ª giornata          | Ferro Carril Oeste | 0 – 3 referto  | Boca Juniors |  |
| \| \| \| \| \| \| Marcatori \| Taggino Pratts \| |                    |                |              |  |
|                                                  |                    |                |              |  |
|                                                  | Marcatori          | Taggino Pratts |              |  |

| Arbitro: | Jordan |

|  |           |             |
|  | Marcatori | 3’ Martínez |

| Arbitro: | Bolinches |

|                                                     |           |            |
| Polimeni 20’ Polimeni 55’ Cincotta 62’ Polimeni 65’ | Marcatori | 15’ Pastor |

| Buenos Aires 30 luglio 1911 9ª giornata                              | Estudiantil Porteño | 3 – 2 referto     | Boca Juniors |  |
| \| \| \| \| \| Costas Fernández \| Marcatori \| Taggino<> Angotti \| |                     |                   |              |  |
|                                                                      |                     |                   |              |  |
| Costas Fernández                                                     | Marcatori           | Taggino<> Angotti |              |  |

| Arbitro: | Bolinches |

|                    |           |                          |
| Sciamarella Laguna | Marcatori | .’ (rig.) Pastor Lamique |

| Arbitro: | McCarthy |

|                         |           |  |
| Pastor Spinelli Taggino | Marcatori |  |

| Buenos Aires 27 agosto 1911 12ª giornata       | Kimberley (MdP) | 3 – 2 referto | Boca Juniors |  |
| \| \| \| \| \| ?[4] \| Marcatori \| Taggino \| |                 |               |              |  |
|                                                |                 |               |              |  |
| ?                                              | Marcatori       | Taggino       |              |  |

| Buenos Aires 3 settembre 1911 13ª giornata | Boca Juniors | 1 – 0 referto | Banfield |  |
| \| \| \| \| \| Taggino \| Marcatori \| \|  |              |               |          |  |
|                                            |              |               |          |  |
| Taggino                                    | Marcatori    |               |          |  |

| Buenos Aires 24 settembre 1911 14ª giornata | Boca Juniors | 0 – 0 referto | Estudiantes (LP) |  |

| Banfield 8 ottobre 1911 15ª giornata                      | Banfield  | 0 – 3 referto           | Boca Juniors |  |
| \| \| \| \| \| \| Marcatori \| Taggino Spinelli García \| |           |                         |              |  |
|                                                           |           |                         |              |  |
|                                                           | Marcatori | Taggino Spinelli García |              |  |

| Buenos Aires 15 ottobre 1911 16ª giornata | Boca Juniors | 0 – 0 referto | Argentino (Q) | \| Arbitro: \| Salinas \| |
| Arbitro:                                  | Salinas      |               |               |                           |

| Buenos Aires 5 novembre 1911 17ª giornata      | Boca Juniors | 2 – 3 referto | Estudiantil Porteño |  |
| \| \| \| \| \| Taggino \| Marcatori \| ?[4] \| |              |               |                     |  |
|                                                |              |               |                     |  |
| Taggino                                        | Marcatori    | ?             |                     |  |

| Arbitro: | Rey |

|            |           |                                                                          |
| Méndez 35’ | Marcatori | 10’ Angotti 30’ Spinelli 44’ Taggino 62’ Taggino 75’ Taggino 82’ Taggino |

Il Boca Juniors ha chiuso il campionato al 5º posto in classifica, non ottenendo in tal modo la promozione in Primera División.

## Copa Bullrich

### Prima fase
| Arbitro: | Revel |

|                                          |           |               |
| Pastor 60’ (rig.) Pastor 65’ Taggino 75’ | Marcatori | 81’ Badaracco |

Con la vittoria contro l'Argentino de Quilmes, il Boca Juniors si qualifica alla Seconda fase.

### Seconda fase
| Arbitro: | Giacomelli |

|  |           |               |
|  | Marcatori | 55’ Chiarello |

Con la sconfitta casalinga per 1-0 per mano dell'Independiente, il Boca Juniors viene eliminato dalla Copa Bullrich.

## Statistiche

### Statistiche di squadra
| Competizione        | In casa | In casa | In casa | In casa | In casa | In casa | In trasferta | In trasferta | In trasferta | In trasferta | In trasferta | In trasferta | Totale | Totale | Totale | Totale | Totale | Totale | DR  |
| Competizione        | G       | V       | N       | P       | Gf      | Gs      | G            | V            | N            | P            | Gf           | Gs           | G      | V      | N      | P      | Gf     | Gs     | DR  |
| ------------------- | ------- | ------- | ------- | ------- | ------- | ------- | ------------ | ------------ | ------------ | ------------ | ------------ | ------------ | ------ | ------ | ------ | ------ | ------ | ------ | --- |
| División Intermedia | 9       | 1       | 2       | 3       | 13      | 7       | 9            | 3            | 1            | 5            | 20           | 17           | 18     | 7      | 3      | 8      | 33     | 24     | +9  |
| Copa Bullrich       | 2       | 1       | 0       | 1       | 3       | 2       | 0            | 0            | 0            | 0            | 0            | 0            | 2      | 1      | 0      | 1      | 3      | 2      | +1  |
| Totale              | 11      | 2       | 2       | 4       | 16      | 9       | 9            | 3            | 1            | 5            | 20           | 17           | 20     | 8      | 3      | 9      | 36     | 26     | +10 |

### Statistiche individuali
| Giocatore     | División Intermedia | División Intermedia | División Intermedia | División Intermedia | Copa Bullrich | Copa Bullrich | Copa Bullrich | Copa Bullrich | Totale   | Totale | Totale      | Totale     |
| Giocatore     | Presenze            | Reti                | Ammonizioni         | Espulsioni          | Presenze      | Reti          | Ammonizioni   | Espulsioni    | Presenze | Reti   | Ammonizioni | Espulsioni |
| ------------- | ------------------- | ------------------- | ------------------- | ------------------- | ------------- | ------------- | ------------- | ------------- | -------- | ------ | ----------- | ---------- |
| A. Allan      | 1                   | 0                   | 0                   | 0                   | 1             | 0             | 0             | 0             | 2        | 0      | 0           | 0          |
| A. Angotti    | 20                  | 1                   | 0                   | 0                   | 1             | 0             | 0             | 0             | 21       | 1      | 0           | 0          |
| F. Armida     | 1                   | 0                   | 0                   | 0                   | 0             | 0             | 0             | 0             | 1        | 0      | 0           | 0          |
| E. Bonatti    | 4                   | 0                   | 0                   | 0                   | 0             | 0             | 0             | 0             | 4        | 0      | 0           | 0          |
| P. Calomino   | 2                   | 1                   | 0                   | 0                   | 0             | 0             | 0             | 0             | 2        | 1      | 0           | 0          |
| C. Castro     | 1                   | 0                   | 0                   | 0                   | 0             | 0             | 0             | 0             | 1        | 0      | 0           | 0          |
| L. Cerezo     | 15                  | 0                   | 0                   | 0                   | 1             | 0             | 0             | 0             | 16       | 0      | 0           | 0          |
| J. Díscoli    | 1                   | 0                   | 0                   | 0                   | 0             | 0             | 0             | 0             | 1        | 0      | 0           | 0          |
| L. Etchart    | 17                  | -22                 | 0                   | 0                   | 2             | -2            | 0             | 0             | 19       | -24    | 0           | 0          |
| A. Fernández  | 2                   | 0                   | 0                   | 0                   | 0             | 0             | 0             | 0             | 2        | 0      | 0           | 0          |
| F. Fuentes    | 3                   | 0                   | 0                   | 0                   | 1             | 0             | 0             | 0             | 4        | 0      | 0           | 0          |
| A. García     | 16                  | 1                   | 0                   | 0                   | 2             | 0             | 0             | 0             | 18       | 1      | 0           | 0          |
| J. Garibaldi  | 18                  | 0                   | 0                   | 0                   | 2             | 0             | 0             | 0             | 20       | 0      | 0           | 0          |
| A. Giovanelli | 2                   | 0                   | 0                   | 0                   | 1             | 0             | 0             | 0             | 3        | 0      | 0           | 0          |
| R. Lamique    | 18                  | 1                   | 0                   | 0                   | 2             | 0             | 0             | 0             | 20       | 1      | 0           | 0          |
| E. Malespada  | 1                   | 0                   | 0                   | 0                   | 0             | 0             | 0             | 0             | 1        | 0      | 0           | 0          |
| J. Pastor     | 9                   | 3                   | 0                   | 0                   | 1             | 2             | 0             | 0             | 10       | 5      | 0           | 0          |
| M. Pieralini  | 18                  | 0                   | 0                   | 0                   | 2             | 0             | 0             | 0             | 20       | 0      | 0           | 0          |
| R. Pratts     | 7                   | 5                   | 0                   | 0                   | 1             | 0             | 0             | 0             | 8        | 5      | 0           | 0          |
| J. Priano     | 2                   | 0                   | 0                   | 0                   | 0             | 0             | 0             | 0             | 2        | 0      | 0           | 0          |
| A. Spinelli   | 16                  | 4                   | 0                   | 0                   | 2             | 0             | 0             | 0             | 18       | 4      | 0           | 0          |
| F. Taggino    | 18                  | 15                  | 0                   | 0                   | 2             | 1             | 0             | 0             | 20       | 16     | 0           | 0          |
| M. Valentini  | 5                   | 0                   | 0                   | 0                   | 0             | 0             | 0             | 0             | 5        | 0      | 0           | 0          |
| M. Vergara    | 6                   | 0                   | 0                   | 0                   | 1             | 0             | 0             | 0             | 7        | 0      | 0           | 0          |
| N. Vera       | 1                   | -2                  | 0                   | 0                   | 0             | 0             | 0             | 0             | 1        | -2     | 0           | 0          |